# Canton de Buxy
Le canton de Buxy est un ancien canton français situé dans le département de Saône-et-Loire et la région Bourgogne-Franche-Comté.

## Géographie
Ce canton était organisé autour de Buxy dans l'arrondissement de Chalon-sur-Saône. Son altitude variait de 181 m (Messey-sur-Grosne) à 496 m (Sainte-Hélène) pour une altitude moyenne de 314 m.

## Histoire
De 1833 à 1848, les cantons de Buxy et de Mont-Saint-Vincent avaient le même conseiller général. Le nombre de conseillers généraux était limité à 30 par département.

## Représentation

### Conseillers d'arrondissement (de 1833 à 1940)
| Période                                  | Période      | Identité                                       | Étiquette            | Qualité |
| ---------------------------------------- | ------------ | ---------------------------------------------- | -------------------- | --- |
| 1833                                     | 1836         | Baron Isidore de Laroche-Nully                 |                      | Maire de Saint-Germain-des-Bois Élu conseiller général du canton de Chalon-sur-Saône-Sud                    |
| 1836                                     | 1848         | Philippe Duréault                              |                      | Maire de Moroges                                                                                            |
|                                          |              |                                                |                      | |
| 1852                                     | 1867         | Jean Rozand                                    |                      | Propriétaire, notaire, maire de Buxy                                                                        |
| 1867                                     | 1871         | Ernest de Valence                              |                      | Propriétaire du château de Davenay, viticulteur, maire de Buxy (1866-?)                                     |
| 1871                                     | 1877         | M. de La Boulaye                               |                      | Propriétaire à Buxy                                                                                         |
| 1877                                     | 1887 (décès) | Antoine Petit (1827-1887)                      | Républicain          | Propriétaire à Moroges                                                                                      |
| 1887                                     | 1910 (décès) | Jacques-François Roussot-Berthault (1848-1910) | Républicain radical  | Maire de Marcilly-lès-Buxy                                                                                  |
| 1910                                     | 1935 (décès) | Louis Quincy (1868-1935)                       |                      | Éleveur, adjoint au maire d'Écuisses                                                                        |
| 1935                                     | 1937         | Jules Vinot                                    | SFIO                 | Maire de Moroges                                                                                            |
| 1937                                     | 1940         | Claude Picard                                  | Républicain Rad.ind. | Maire de Saules                                                                                             |
| 1940                                     |              |                                                |                      | Les conseils d'arrondissement ont été suspendus par la loi du 12 octobre 1940 et n'ont jamais été réactivés |
| Les données manquantes sont à compléter. |              |                                                |                      | |

### Conseillers généraux de 1833 à 2015
| Période | Période      | Identité                                                | Étiquette            | Qualité |
| ------- | ------------ | ------------------------------------------------------- | -------------------- | --- |
| 1833    | 1852         | Charles Dariot                                          | Républicain          | Juge de paix du canton de Buxy Président du Conseil Général (1844) Député (1848-1849)                                                                                |
| 1852    | 1855         | Joseph Marie Perret-Morin (Joseph Marie Perret du Cray) |                      | Négociant, propriétaire au Cray-en-Buxy Propriétaire d'une partie des mines de Blanzy                                                                                |
| 1855    | 1871         | Charles Dariot                                          | Groupe Cavaignac     | Juge de paix, maire de Buxy (1864-1866) Président du Conseil Général (1844) Député (1848-1849)                                                                       |
| 1871    | 1901 (décès) | François Dulac                                          | Républicain          | Architecte, maire de Savianges Sénateur (1892-1900) |
| 1902    | 1910         | Claude Myard                                            | Rad.                 | Adjoint au Maire de Buxy |
| 1910    | 1938 (décès) | Joseph Mugnier                                          | PRS DVG              | Propriétaire-viticulteur à Givry, maire de Chenôves |
| 1938    | 1940         | Emile Lapray                                            | Rad.ind.             | Marchand de bois - Maire de Buxy Nommé conseiller départemental en 1942                                                                                              |
|         |              |                                                         |                      | |
| 1945    | 1951         | Georges Bourgogne                                       | Rad.                 | Agriculteur - Maire de Villeneuve-en-Montagne |
| 1951    | 1970         | Marcel Legros                                           | RPF puis RI          | Viticulteur Maire (1935-1940) puis conseiller municipal (1945-1959) de Saint-Boil Maire de Saint-Vallerin (1959-1965) Maire de Buxy (1965-1971) Sénateur (1958-1971) |
| 1970    | 1982         | Bernard Desbrière                                       | CIR puis MRG puis PS | Viticulteur Sénateur (1982-1986) Adjoint au Maire de Buxy |
| 1982    | 1994         | Jean Rigoulot (1924-2010)                               | RPR                  | Maire de Bissy-sur-Fley (1959-1995) |
| 1994    | 2008         | André Gentien                                           | RPR puis UMP         | Maire de Buxy (1989-2008) Député (1995-1997) (remplacement de Dominique Perben, nommé ministre)                                                                      |
| 2008    | 2015         | Dominique Lanoiselet                                    | UMP                  | Infirmière libérale Maire de Buxy depuis 2008 Elue en 2015 dans le Canton de Givry                                                                                   |

## Composition
Le canton de Buxy regroupait 27 communes et comptait 7 874 habitants (recensement de 1999 sans doubles comptes).
| Communes                 | Population (2012) | Code postal | Code Insee |
| ------------------------ | ----------------- | ----------- | ---------- |
| Bissey-sous-Cruchaud     | 334               | 71390       | 71034      |
| Bissy-sur-Fley           | 72                | 71460       | 71037      |
| Buxy                     | 2 098             | 71390       | 71070      |
| Cersot                   | 101               | 71390       | 71072      |
| Chenôves                 | 203               | 71390       | 71124      |
| Culles-les-Roches        | 193               | 71460       | 71159      |
| Fley                     | 260               | 71390       | 71201      |
| Germagny                 | 159               | 71460       | 71216      |
| Jully-lès-Buxy           | 300               | 71390       | 71247      |
| Marcilly-lès-Buxy        | 488               | 71390       | 71277      |
| Messey-sur-Grosne        | 626               | 71390       | 71296      |
| Montagny-lès-Buxy        | 223               | 71390       | 71302      |
| Moroges                  | 541               | 71390       | 71324      |
| Saint-Boil               | 406               | 71390       | 71392      |
| Saint-Germain-lès-Buxy   | 179               | 71390       | 71422      |
| Sainte-Hélène            | 399               | 71390       | 71426      |
| Saint-Martin-d'Auxy      | 61                | 71390       | 71449      |
| Saint-Martin-du-Tartre   | 151               | 71460       | 71455      |
| Saint-Maurice-des-Champs | 52                | 71460       | 71461      |
| Saint-Privé              | 65                | 71390       | 71471      |
| Saint-Vallerin           | 265               | 71390       | 71485      |
| Santilly                 | 107               | 71460       | 71498      |
| Sassangy                 | 144               | 71390       | 71501      |
| Saules                   | 118               | 71390       | 71503      |
| Savianges                | 80                | 71460       | 71505      |
| Sercy                    | 110               | 71460       | 71515      |
| Villeneuve-en-Montagne   | 142               | 71390       | 71579      |

## Démographie
En 2012, le canton comptait 8 790 habitants.
| 1962  | 1968  | 1975  | 1982  | 1990  | 1999  | 2006  | 2011  | 2012  |
| ----- | ----- | ----- | ----- | ----- | ----- | ----- | ----- | ----- |
| 6 875 | 6 651 | 6 293 | 6 746 | 7 234 | 7 874 | 8 387 | 8 773 | 8 790 |